# Amate, Khanapur
Amate là một làng thuộc tehsil Khanapur, huyện Belgaum, bang Karnataka, Ấn Độ.